# ANO 2011
Azione dei Cittadini Insoddisfatti (in ceco: Akce Nespokojených Občanů), generalmente noto con l'abbreviazione ANO 2011 (letteralmente "SÌ 2011") oppure solamente ANO, è un partito politico ceco populista di destra fondato nel 2012 dall'uomo d'affari Andrej Babiš, Presidente del Governo della Repubblica Ceca dal 2017 al 2021.
È stato membro dell'Alleanza dei Liberali e dei Democratici per l'Europa (ALDE), centrista, sino al 2024, aderendo in seguito alle elezioni europee del 2024 al partito europeo di destra Patriots.eu.

## Ideologia

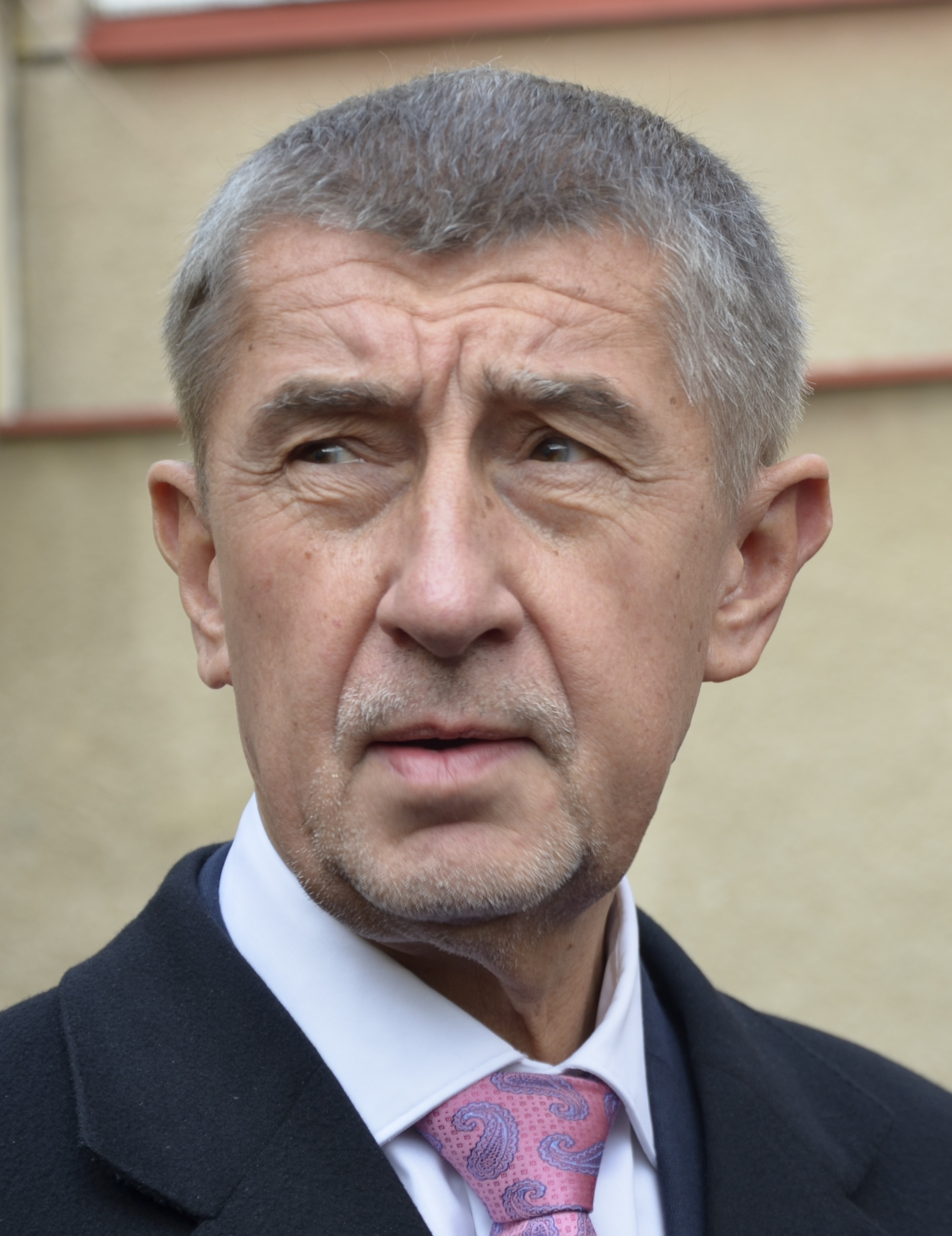
Andrej Babiš, leader e fondatore del partito.

Il partito è sempre stato difficilmente classificabile sullo scacchiere politico; definito inizialmente da più fonti un partito centrista e liberal-populista, ha abbracciato politiche di centro-destra con elementi di centro-sinistra. Moderatamente euroscettico, il partito è incentrato attorno alla figura di Babiš, imprenditore entrato in politica che è stato paragonato a Silvio Berlusconi o ancora a Donald Trump. Al 2024 ANO è ormai considerato un partito di destra populista ed euroscettico.

## Storia
Il partito si presenta per la prima volta alle elezioni parlamentari del 2013, in cui ottiene il 18,7% dei voti e 47 deputati. Alle parlamentari del 2017 si attesta come la prima forza politica del Paese col 29,6% dei voti; Babiš diventa così Primo ministro.
Dopo il lieve calo di consensi e l'esclusione dei suoi alleati socialdemocratici e comunisti dal Parlamento in conseguenza delle elezioni del 2021, l'ANO passa all'opposizione.
Nel 2023 fallisce il tentativo di eleggere Babiš presidente della repubblica.
Nel giugno 2024, a seguito delle elezioni europee, Babiš ha annunciato il ritiro di ANO dal partito europeo ALDE e dal gruppo europarlamentare Renew Europe, ritenendo le posizioni delle suddette formazioni in materia di immigrazione e di Green Deal europeo incompatibili con quelle del proprio partito.

## Risultati elettorali
| Elezione          | Voti      | %     | Seggi    |
| ----------------- | --------- | ----- | -------- |
| Parlamentari 2013 | 927.240   | 18,66 | 47 / 200 |
| Europee 2014      | 244.501   | 16,13 | 4 / 21   |
| Parlamentari 2017 | 1.500.113 | 29,64 | 78 / 200 |
| Europee 2019      | 502.343   | 21,19 | 5 / 21   |
| Parlamentari 2021 | 1.458.151 | 27,13 | 72 / 200 |
| Europee 2024      | 776.158   | 26,14 | 7 / 21   |